# Навахо-Нейшен
Навахо-Нейшен (англ. Navajo nation, навахо Naabeehó Bináhásdzo, Наапээхо-Пинахасцо), иногда нация Навахо — индейская резервация народа навахо, полуавтономное государственное образование в США, управляемое индейцами навахо. Занимает площадь более 71 000 км² на северо-востоке штата Аризона, юго-востоке штата Юта и северо-западе штата Нью-Мексико. Крупнейшая индейская резервация на территории США.

## Название
Ранее территория называлась «Индейская резервация навахо» (англ. Navajo Indian Reservation). 5 апреля 1969 года название на гербе резервации было изменено на «Навахо-Нейшен». В 1994 году племенной совет, управляющий резервацией, отверг предложение о замене названия «Навахо» на «Дине», мотивировав это тем, что название дине для народа употреблялось до так называемого Долгого марша навахо, события 1864 года, когда народ навахо был насильственным образом переселён из Аризоны на восток штата Нью-Мексико. Название же резервации должно указывать не на прошлое, а на будущее.

## История

Рост территории резервации навахо по годам

После Долгого марша по договору 1868 года была образована резервация навахо, занимавшая северо-запад штата Нью-Мексико. Хотя договор точно описал границы территории, на местности они никак не были обозначены, и пограничные посты не были установлены, так что сами навахо не придерживались этих границ, и селились на всех территориях, где они жили до депортации.
Впервые территория резервации была расширена 28 октября 1878 года, когда президент Резерфорд Хейс подписал указ о передвижении границы на 30 километров западнее. Позже территория неоднократно расширялась в конце XIX и начале XX века. В большинстве случаев расширение проводилось на основе указов, некоторые из которых позже были подтверждены Конгрессом США.
В 1887 году федеральное правительство сделало попытку «цивилизовать» индейцев, расселив их на сельскохозяйственных территориях. Часть таких земель была выделена на восточной границе резервации. Земли самой резервации не подлежали преобразованию в сельскохозяйственные, однако позже при расширении границ на востоке резервации племенные земли навахо и сельскохозяйственные земли, не принадлежащие навахо, оказались перемешаны. В 1934 году программа переселения была прекращена.

## География

Схема Нации навахо

Площадь резервации составляет 71 030,424 км². Это самая большая индейская резервация США. Навахо-Нейшен со всех сторон окружает резервацию народа хопи. В 1980-е годы Министерство внутренних дел США попыталось объединить резервации навахо и хопи. Это вызвало конфликт, который был юридически разрешён, когда часть земли была сдана в аренду на 75 лет. Некоторые территории, находящиеся в штате Нью-Мексико под управлением навахо, не соединяются с основной территорией Навахо-Нейшен.
Территория резервации представляет собой пустыню. На ней расположены природные памятники различного подчинения, включая национальный монумент Каньон Де Шейи, Долину монументов, национальный монумент Радужный мост и Корабельную скалу.
Вся земля считается общей собственностью навахо и управляется правительством Навахо-Нейшен.
На территории резервации действует летнее время, хотя штат Аризона летом время не переводит.

## Население
| Год переписи                    | Нас.   |  | %±    |
| ------------------------------- | ------ |  | ----- |
| 2000                            | 173987 |  | —     |
| 2010                            | 173667 |  | −0,2% |
| 2020                            | 165158 |  | −4,9% |
| 2000–2020 U.S. Decennial Census |        |  |       |

Согласно переписи 2000 года на территории резервации проживали 173 987 граждан навахо, что составляет 58,34 % всех индейцев навахо в США.
Навахо-Нейшен установила, что любой человек, имеющий как минимум четверть крови навахо, может записаться гражданином навахо и получить сертификат индейской крови. В 2004 году Совет Навахо-Нейшен проголосовал против предложения снизить эту долю до одной восьмой. К меньшинствам относятся хопи, пайюты, а также американцы европейского этнического происхождения.
В 2010 году население резервации насчитывало 173 667 человек. Согласно федеральной переписи населения 2020 года в резервации проживало 165 158 человек, насчитывалось 49 913 домашних хозяйств и 57 479 жилых домов. Средний доход на одно домашнее хозяйство в индейской резервации составлял 28 765 долларов США. Около 37,9 % всего населения находились за чертой бедности, в том числе 48,1 % тех, кому ещё не исполнилось 18 лет, и 29,9 % старше 65 лет.
Расовый состав распределился следующим образом: белые — 2814 чел., афроамериканцы — 277 чел., коренные американцы (индейцы США) — 157 901 чел., азиаты — 707 чел., океанийцы — 51 чел., представители других рас — 487 чел., представители двух или более рас — 2921 человек; испаноязычные или латиноамериканцы любой расы составили 2745 человек. Плотность населения составляла 2,32 чел./км².

## Административное деление

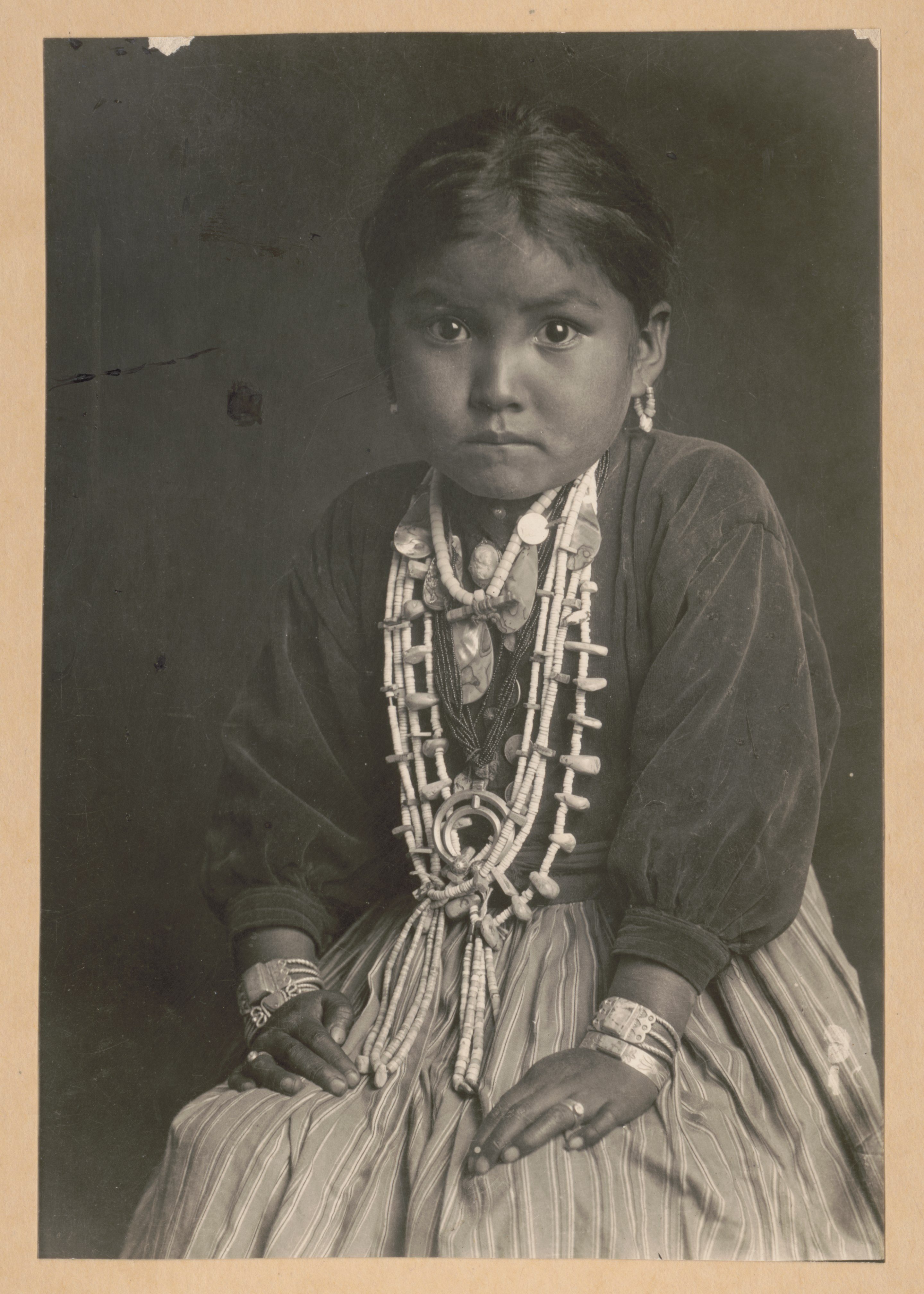
Девочка племени навахо. Ок. Галлапа, 1920. Фото: Джозеф Уиллис

Навахо-Нейшен разделена на пять агентств — Чинле, Ист-Навахо, Уэст-Навахо, Форт-Дефайенс, Шипрок. Каждое из агентств входит в сферу ответственности одного из агентств федерального Бюро по делам индейцев. Агентства разделены на более мелкие территории — Chapters — соответствующие делению штатов США на округа. Административный центр резервации находится в городе Уиндоу-Рок, штат Аризона. Управление федерального бюро по делам навахо находится в городе Галлап, штат Нью-Мексико.

## Управление
В 1991 году была проведена реформа управления Навахо-Нейшен. В настоящее время резервация имеет три ветви власти — законодательную, исполнительную и судебную.
Правительство навахо трижды отказывалось провести реформу управления, как это предполагалось Законом о реорганизации индейцев 1934 года. В 1935 и 1953 годах законодательные инициативы, предложенные федеральным правительством, были отвергнуты, так как навахо считали, что они ущемляют их права на использование полезных ископаемых и на свободу скотоводства. В третий раз, в 1963 году, реформа была сочтена слишком сложной и потенциально угрожающей свободе самоопределения навахо. Проект конституции навахо был одобрен правительственной комиссией, но так и не был ратифицирован правительством навахо. В 2006 году вопрос о принятии конституции снова был поднят.
Все законопроекты Навахо-Нейшен должны быть утверждены Министром внутренних дел США, к которому они поступают через Бюро по делам индейцев. Большинство конфликтов между навахо и федеральной властью решаются путём переговоров и принятием политических соглашений. Законы Навахо-Нейшен собраны в Кодексе законов.
Законодательную власть осуществляет Совет Навахо-Нейшен (англ. Navajo Nation Council), ранее называвшийся Совет племени навахо (англ. Navajo Tribal Council). В 2010 году Совет состоял из 24 депутатов, которые избираются раз в четыре года зарегистрированными избирателями навахо. До выборов, прошедших в ноябре 2010 года, Совет включал в себя 88 депутатов. В октябре 2010 года 77 из 88 депутатов были обвинены в различных уголовных преступлениях.
Главой исполнительной власти является президент, избираемый раз в четыре года.
Структура судебной власти у навахо менялась несколько раз. Так, до Долгого Марша судебную власть осуществляли вожди. В Боске-Редондо суд был прерогативой армии США, а после возвращения навахо в 1868 году — агента по делам индейцев, бывшего представителем федерального правительства США в резервации. В 1892 году был образован суд навахо, в полномочия которого входили дела индейцев. С 1950 года судьи были избранными, что, однако, вызвало ряд проблем, и, когда в 1958 году произошла реорганизация судебной власти, навахо снова вернулись к назначаемым судьям. Судей назначает президент и утверждает Совет Навахо-Нейшен. Президент имеет право назначать только судей из списка, предоставленного ему Законодательным комитетом Совета.
В декабре 1985 года была проведена ещё одна реформа, в результате которой образован Верховный суд Навахо-Нейшен.
Закон и порядок на территории резервации поддерживаются несколькими организациями, в том числе полицией Навахо-Нейшен. Продажа алкогольных напитков на территории резервации запрещена.